# Wallingford Center
Wallingford és una població dels Estats Units a l'estat de Connecticut. Segons el cens del 2005 tenia 44.736 habitants.

## Demografia
Segons el cens del 2000, Wallingford tenia 43.026 habitants, 16.697 habitatges, i 11.587 famílies. La densitat de població era de 425,7 habitants/km².
Dels 16.697 habitatges en un 32,3% hi vivien nens de menys de 18 anys, en un 57,3% hi vivien parelles casades, en un 9% dones solteres, i en un 30,6% no eren unitats familiars. En el 25,6% dels habitatges hi vivien persones soles el 10,3% de les quals corresponia a persones de 65 anys o més que vivien soles. El nombre mitjà de persones vivint en cada habitatge era de 2,52 i el nombre mitjà de persones que vivien en cada família era de 3,07.
Per edats la població es repartia de la següent manera: un 24% tenia menys de 18 anys, un 6% entre 18 i 24, un 30,7% entre 25 i 44, un 24% de 45 a 60 i un 15,2% 65 anys o més.
L'edat mediana era de 39 anys. Per cada 100 dones de 18 o més anys hi havia 89,7 homes.
La renda mediana per habitatge era de 57.308 $ i la renda mediana per família de 68.327 $. Els homes tenien una renda mediana de 47.017 $ mentre que les dones 34.074 $. La renda per capita de la població era de 25.947 $. Aproximadament el 2,4% de les famílies i el 3,6% de la població estaven per davall del llindar de pobresa.

## Poblacions més properes
El següent diagrama mostra les poblacions més properes.